# Le Théâtre et son double
Le Théâtre et son double (El teatre i el seu doble) és una sèrie d'assaigs d'Antonin Artaud publicats l'any 1938 en què desenvolupa el concepte de teatre de la crueltat.
L'obra consta d'una sèrie de breus "assaigs" exaltats, amb una forma poètica molt lliure. Alguns són extrets de conferències, o de cartes, adreçades, entre d'altres, a Jean Paulhan, André Gide i Marc Bloch. Malgrat el títol de l'obra, el teatre de la crueltat només es tracta en unes poques pàgines; però tot el llibre, quant al contingut com a la forma, el prepara, justifica i en proporciona un context. S'hi aborden també altres temes, alguns en l'àmbit del teatre, però d'altres com Déu o la sexualitat.
Aquesta obra és especialment coneguda per haver descrit el teatre com una "realitat virtual". Alguns li atribueixen l'origen d'aquesta expressió.

## Capítols
- Teatre i cultura
- El teatre i la pesta
- Escenificació i metafísica
- El teatre alquímic
- Sobre el teatre de màscares de Bali
- Teatre oriental i teatre occidental
- Posem fi a les obres mestres
- Teatre i crueltat
- El teatre de la crueltat (Primer manifest)
- Cartes sobre la crueltat
- Carta sobre la llengua
- El teatre de la crueltat (Segon manifest)
- Un atletisme emocional
- Dues notes[2]

## Resum

### El Teatre de la crueltat (Segon manifest)
En aquest primer capítol, Antonin Artaud explica la necessitat de la cultura, que no s'ha de diferenciar de la civilització per al teatre. Aquest art ha d'"extraure del que s'anomena cultura, idees la força viva de les quals és idèntica a la de la fam". Segons l'autor, es tracta d'expressar la relació primordial entre les persones i el món. En aquest capítol, Artaud expressa també el seu desig d'un teatre total, que bega de totes les formes d'expressió: "gestos, sons, paraules, focs, crits".

### El teatre de la crueltat (Segon manifest)
En aquest capítol, extret d'una conferència que va fer a La Sorbona el 6 d'abril del 1933, Artaud compara la pesta que va fer estrall a Marsella el 1720 amb l'art del teatre. Després d'una descripció dels efectes de la malaltia, afirma que el teatre, com la pesta, ha d'alliberar tot allò que l'ésser humà reprimeix, ha de ser "empés cap a fora des d'un fons de crueltat latent". El teatre també ha de mostrar el desplegament del mal, com en els grans mites que "són negres".

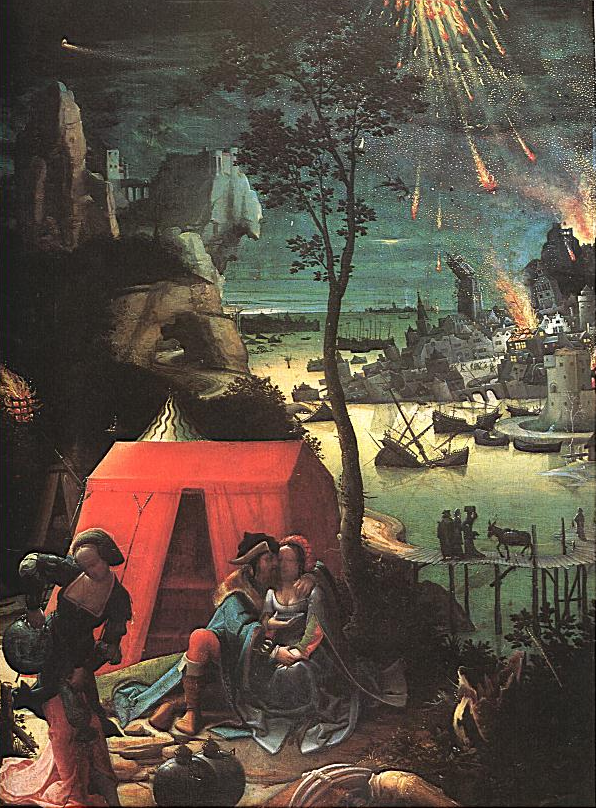
Detall del quadre descrit per Artaud que es diu Loth i les seues filles, d'atribució incerta

### Escenificació i metafísica
En aquest text extret d'una conferència donada a La Sorbona el 10 de desembre del 1931 Artaud descriu extensament un quadre, Les filles de Loth (tot i que el títol real és Loth i les seues filles), i a partir de l'anàlisi explica el que cerca en la metafísica teatral. Defineix aquesta metafísica pel fet d'"extraure conseqüències poètiques extremes dels mitjans de realització" teatral i "considerar-les en relació amb totes les maneres de trobar-se amb el temps i el moviment".

### El teatre alquímic
Artaud compara l'alquímia i el teatre, i afirma que aquestes dues pràctiques estan lligades. L'alquímia cerca amb símbols ser el doble d'altres ciències, el teatre és "com el doble [d'una] realitat [que] no és humana sinó inhumana, i l'ésser humà amb la seua moral o el seu caràcter hi compta, cal dir-ho, molt poc". Artaud explica llavors el seu ideal d'un teatre primitiu concentrat al voltant d'un drama essencial que "és la imatge d'una cosa més subtil que la mateixa Creació". Analitza els misteris òrfics i els misteris eleusins, que pensava que complien aquest ideal.

### Sobre el teatre balinés
En aquest capítol, l'autor comenta la seua experiència del Teatre de màscares. Considera aquest teatre com la realització escènica concreta d'un ideal teatral que Occident només ha teoritzat sense adonar-se'n. Aquest model escènic "torna el teatre al seu pla de creació autònoma i pura sota el pla de l'al·lucinació i la por". Després descriu tots els aspectes d'aquest tipus de teatre que considera crucials.

### Teatre oriental i teatre occidental
Antonin Artaud distingeix dues formes de teatre. La primera, el teatre occidental, representa el teatre europeu amb "una part vinculada al text i limitada per aquest".  Ho contrasta amb l'anomenat teatre oriental, en què el teatre està contingut dins els límits del que pot passar en un escenari, independentment del text escrit". Artaud desenvolupa llavors el lloc de la parla en aquests dos tipus de teatre. Condemna el teatre europeu que s'ha tancat en un relat psicològic, tot i que el teatre és sobretot "plàstic i físic". Vol un teatre en què la paraula "es combine amb tot el que el teatre conté d'espacial i de significats en el domini concret".

### Posem fi a les obres mestres
En aquesta part, Antonin Artaud condemna obres mestres que, a més a més de pertànyer al passat, "es reserven per a una anomenada elit, i que la multitud no entén". Per això defensa un teatre accessible per a tot el món, que tracte els problemes de tot el món, que no siga "tancat, egoista i personal". Aquest teatre és un teatre de la crueltat, però no n'hem d'entendre un teatre violent. Aquest teatre tracta de la crueltat "molt més terrible i necessària del que les coses poden exercir contra nosaltres. No som pas lliures. […] I el teatre és fet per ensenyar-nos a abordar-ho". Aquest teatre ha d'aconseguir comunicar-se amb el cos mitjançant un llenguatge simbòlic. Concretament, "proposa un teatre en què les imatges físiques i violentes brollen i hipnotitzen la sensibilitat de l'espectador atrapat en un teatre com en un remolí extern".

### El teatre de la crueltat (Segon manifest)
En aquest breu text, Artaud redefineix la seua aproximació al teatre de la crueltat. Aquest ha de despertar els espectadors del son en què el teatre psicològic els ha adormit la sensibilitat. Per això vol un teatre que actue des de sentiments fonamentals, perquè "la realitat de l'amor, del crim, de la guerra o de la bogeria, el teatre ens l'ha de retornar, si vol trobar de nou la seua necessitat". Per allunyar-se dels sentiments banals de la vida quotidiana, per trobar la seua força, diu que cal "un espectacle que, sense recórrer a les imatges caduques de vells mites, demostre ser capaç d'extraure les forces que s'hi agiten a dins". Aquesta acció també ha de ser entenedora per a tot el món i, per tant, coneguda per tot el món. Però, en acabar, Artaud expressa dubtes sobre veure realitzat aquest teatre a París.
Aquest text és el primer manifest del teatre de la crueltat que es publicà al número 229 de la Nouvelle Revue Française l'1 d'octubre del 1932. En aquest text, després d'una breu presentació dels elements esmentats en els capítols anteriors (necessitat d'un teatre metafísic, abandonament de textos fixos i transformació de la funció de la paraula), una part anomenada Tècnica ofereix una definició del teatre. Es defineix com "un mitjà d'autèntica il·lusió [en] proporcionar als espectadors veritables precipitats de somnis, en què el seu gust pel crim, les obsessions eròtiques, el salvatgisme, les quimeres, el seu sentit utòpic de la vida, fins i tot el seu canibalisme, s'alliberen, no a un nivell suposat i il·lusori, sinó interior". Llavors en una part anomenada Els temes, evoca la necessitat de profunditat simbòlica.
En la segona meitat del manifest, Antonin Artaud amplia cadascun dels aspectes del teatre, i els defineix en subapartats. En el primer, "L'Espectacle", expressa el seu desig d'un teatre total. En "La posada en escena", explica que el director i dramaturg han de ser una sola persona. En "El llenguatge de l'escenari", subratlla la necessitat de reinventar el llenguatge com a expressió musical i simbòlica. En "Instruments musicals", explica que cal crear nous sons amb instruments existents o inexistents, considerats com a objectes pertanyents a la decoració. En "La llum - La il·luminació" expressa la seua insatisfacció amb els aparells existents que són insuficients per fer una creació real en termes de llum. En "La disfressa" imposa un vestit tradicional que és el mateix per a totes les peces. En "L'escenari - La sala", proposa separar el binomi escena/sala per "un lloc únic, sense envans ni barreres de cap mena, que esdevindrà el mateix teatre de l'acció". Després d'haver esmentat molts altres aspectes, com ara "La decoració", "L'actualitat" o "El cinema", exposa el seu programa per a les primeres peces que s’interpretaran. En provenen de nombroses fonts, com ara el teatre elisabetià, Léon-Paul Fargue, Zohar, Barbablava, la Bíblia, el marqués de Sade, el Romanticisme i Woyzeck.

### Cartes sobre la crueltat
S'hi agrupen tres cartes escrites l'any 1932. Les dues primeres anaven adreçades a Jean Paulhan i la tercera a André Rolland de Renéville. En les primeres especifica la seua definició de crueltat; diu en particular que "utilitza la paraula crueltat en el sentit de les ganes de viure, el rigor còsmic i la necessitat implacable, en el sentit gnòstic d'un remolí de vida que devora la foscor, en el sentit del dolor fora de la necessitat ineludible de la qual la vida no es pot exercir." La tercera carta és una resposta a Renéville que s'havia oposat a l'ús del terme crueltat per definir el que cercava Antonin Artaud.

### Cartes sobre la llengua
En aquestes tres cartes, la primera de les quals es dirigeix a Benjamin Crémieux i les altres tres a Jean Paulhan, Artaud defineix més precisament la seua relació amb la llengua. N'escriu la primera per a condemnar una definició de teatre que Crémieux havia defensat en un article. Artaud evoca el paper del llenguatge que ha de "donar pas a la llengua de signes". Conclou afirmant que "la idea més elevada del teatre és la que ens reconcilia filosòficament amb l'Esdevenidor." En les tres cartes següents redefineix alguns aspectes del teatre de la crueltat, al qual Paulhan ofereix objeccions.
El segon manifest del teatre de la crueltat el van publicar el 1933 Denoël i Steele. En la primera meitat del text, després d'una breu introducció en què l'autor defineix el teatre de la crueltat dient que "fou creat per portar de nou al teatre la noció d'una vida apassionada i convulsa". Després explica el seu argument en dues parts, l'una sobre el fons, l'altra sobre la forma. En la primera, més breu, evoca temes d'aquest teatre: "còsmic, universal, interpretat a partir dels textos més antics". En l'apartat del formulari es refereix a tot el que havia proposat en el primer manifest. La segona part és una presentació del primer espectacle que està programant Artaud i que s'hauria d'anomenar La conquesta de Mèxic.

### Un atletisme emocional
Antonin Artaud compara l'actor i l'esportista en aquest article de la revista Mesures. Creu que l'actor és un "atleta del cor". Ha de tenir un control absolut del cos per a expressar les emocions. Justifica aquest plantejament amb una anàlisi materialista de l'ànima i dels sentiments. Explora la importància de la respiració, que, segons ell, dona suport al cos. Distingeix sis tipus diferents d'alé, i un seté, superior, el guna. Tot seguit, subratlla la necessitat d'un autocontrol físic per poder dominar la respiració i despertar l'emoció amb aquesta.

### Dues notes

#### I - Els germans Marx
Aquesta nota publicada l'any 1932 en La Nouvelle Revue Française és un elogi de l'autor als germans Marx. Esmenta algunes de les seues pel·lícules com Pistolers d'aigua dolça i Animal Crackers per la seua "màgia" que ofereix un treball d'imatge i so especialment estètic. També destaca el fet que aquests artistes han percebut el vessant eufòric i sobretot perillós de l'art.

#### II - Al voltant d'una mare
En aquesta nota editada el 1935 en La Nouvelle Revue Française lloa aquest espectacle de Jean-Louis Barrault adaptat d'As I Lay Dying de William Faulkner. Antonin Artaud admira que Barrault pogués donar un caràcter sagrat i ritual a aquesta peça amb el gest i l'estètica del moviment. El compara amb el teatre de màscares de Bali, i fins i tot pensa que ha renascut l'esperit d'aquesta estètica teatral.

## Posteritat
Aquest assaig ha influït en un nombre molt gran de pensadors i directors. És el cas de Jacques Derrida, que va escriure molt sobre Artaud. El teòric del teatre Jerzy Grotowski també va ser influenciat per les teories d'Artaud. Peter Brook fins i tot va crear una companyia anomenada Theatre of Cruelty, amb la qual va crear el seu espectacle US.